# Anteoninae
Anteoninae sunt o subfamilie de Dryinidae. Există 4 genuri recente și 2 genuri fosile, inclusiv Anteon. Se cunosc genuri fosile.

## Genuri
- Anteon Jurine, 1807
- Deinodryinus R.C.L. Perkins, 1907
- Lonchodryinus Kieffer, 1905
- Metanteon Olmi, 1984
- Prioranteon Olmi 1984

Fósile
- †Anteonopsis
- †Burmanteon